# 오쿠스정
오쿠스정(일본어: 大楠町)은 일본 가나가와현 미우라군에 존재했던 정이다. 

## 역사
- 1889년 4월 1일 - 정촌제 시행에 의해 미우라군 나카니시우라촌이 성립하였다.
- 1911년 7월 11일 - 나카니시우라촌이 니시우라촌으로 개칭되었다.
- 1935년 7월 1일 - 니시우라촌이 정으로 승격・개칭해 오쿠스정이 되었다.
- 1943년 4월 1일 - 요코스카시에 편입해, 동일 오쿠스정은 폐지되었다.

## 참고 문헌
- 角川日本地名大辞典編纂委員会,『角川日本地名大辞典 神奈川県』1984, 角川書店